# 3C様プロテアーゼ
3C様プロテアーゼ（3シーようプロテアーゼ、英: 3C-like protease、3CLpro）またはMproは、正式にはC30エンドペプチダーゼとして知られており、コロナウイルスに見られる主要なプロテアーゼである。コロナウイルスのポリタンパク質を11個の保存部位で切断する。システインプロテアーゼであり、プロテアーゼのPAクランのメンバーである。活性部位にシステイン-ヒスチジン触媒二残基を持ち、Gln-(Ser/Ala/Gly) ペプチド結合を切断する。
国際生化学・分子生物学連合 酵素委員会（EC）は、このファミリーをSARSコロナウイルスメインプロテアーゼ（Mpro; EC 3.4.22.69）と呼んでいる。3C様プロテアーゼは、コロナウイルス非構造タンパク質5（nsp5）に相当する。慣用名「3C」は、ピコルナウイルスに見られる相同プロテアーゼである3Cプロテアーゼ（3Cpro）を意味する。

## 機能

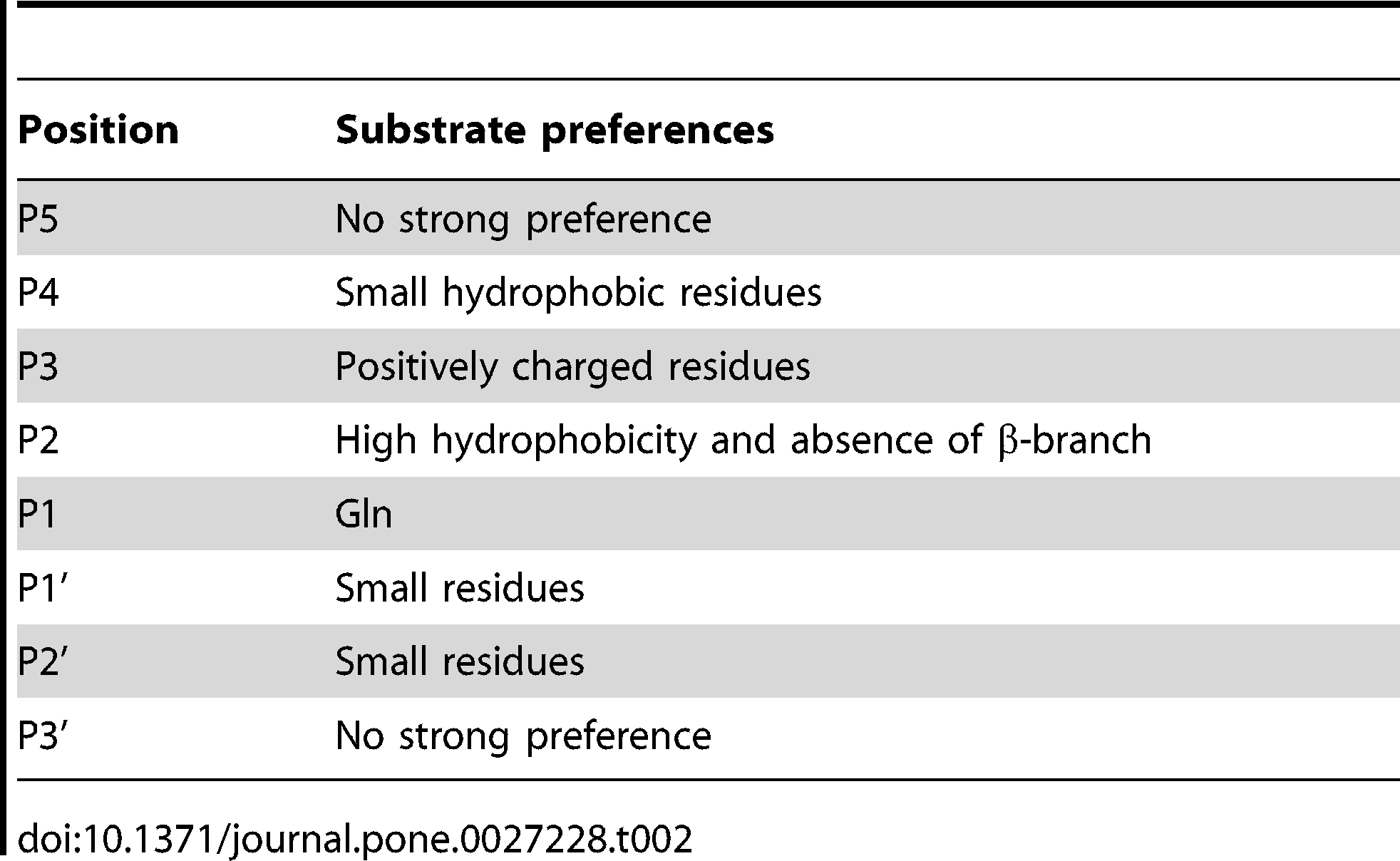
すべてのコロナウイルス3C様プロテアーゼ(3CL^{pro})に共通する基質特異性の表。3CL^{pro}は、P1位のグルタミン(Gln)とP1'位の小分子アミノ酸(Ser/Ala/Gly)の間のペプチド結合を切断する。

3C様プロテアーゼは、P1位のグルタミンとP1'位の小分子アミノ酸（セリン、アラニン、グリシン）の間のペプチド結合を触媒的に切断することができる（右図を参照）。SARSコロナウイルス3CLproは、たとえば以下のようにペプチドを自己切断することができる。
TSAVLQ-SGFRK-NH2 および SGVTFQ-GKFKK は、SARS 3C様プロテアーゼの2つの自己切断部位に対応する2つのペプチドである。
このプロテアーゼは、コロナウイルスレプリカーゼポリタンパク質（UniPlot P0C6U8）のプロセシングに重要である。これは、コロナウイルスの主要なプロテアーゼであり、非構造タンパク質5（nsp5）に相当する。これは、コロナウイルスのポリタンパク質を11個の保存部位で切断する。3C様プロテアーゼは、その活性部位にシステイン-ヒスチジン触媒二残基を持っている。システインの硫黄は求核剤として働き、ヒスチジンのイミダゾール環は一般塩基として働く。

## 命名法
酵素委員会（EC）が提供する代替名として、3CLpro、3C様プロテアーゼ、コロナウイルス3C様プロテアーゼ、Mpro、SARS 3C様プロテアーゼ、SARSコロナウイルス3CLプロテアーゼ、SARSコロナウイルスメインペプチダーゼ、SARSコロナウイルスメインプロテアーゼ、SARS-CoV 3CLpro酵素、SARS-CoVメインプロテアーゼ、SARS-CoV Mpro、重症急性呼吸器症候群コロナウイルスメインプロテアーゼがある。
英語版：
Alternative names provided by the EC include 3CLpro, 3C-like protease, coronavirus 3C-like protease, Mpro, SARS 3C-like protease, SARS coronavirus 3CL protease, SARS coronavirus main peptidase, SARS coronavirus main protease, SARS-CoV 3CLpro enzyme, SARS-CoV main protease, SARS-CoV Mpro and severe acute respiratory syndrome coronavirus main protease.

## 治療標的として

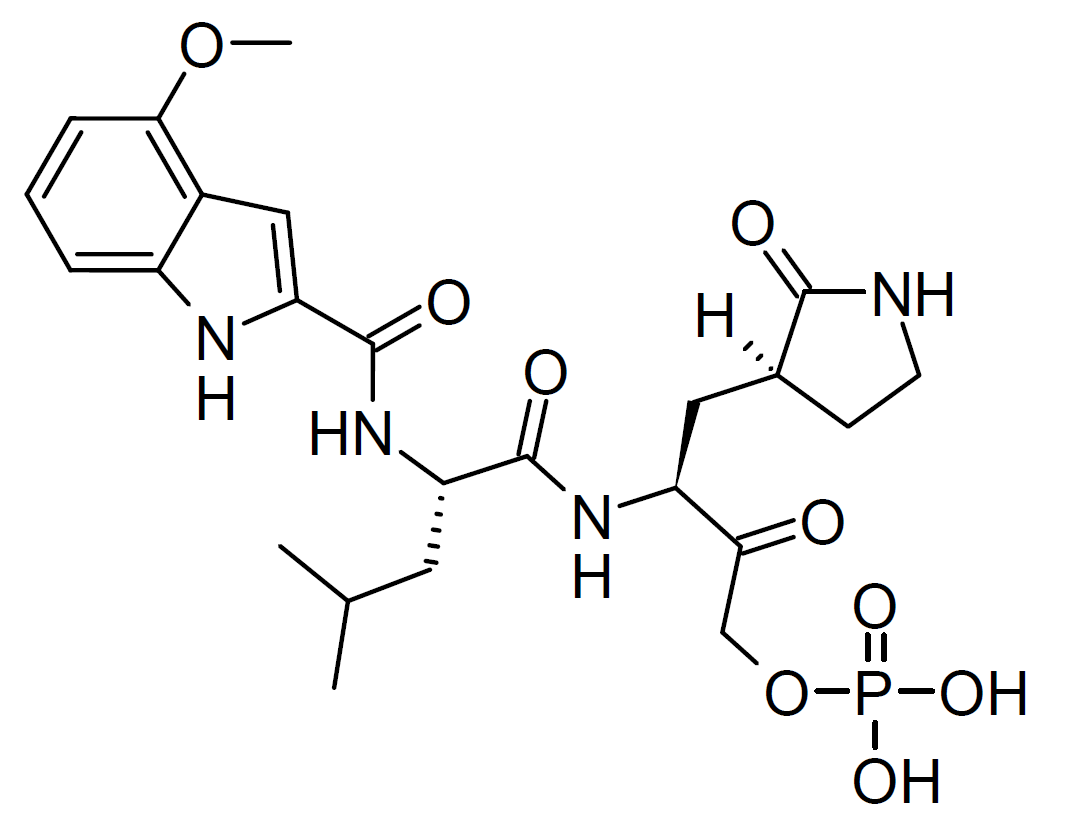
ファイザー社のSARS-CoV-2 3CL^{pro}阻害剤PF-07304814の化学構造

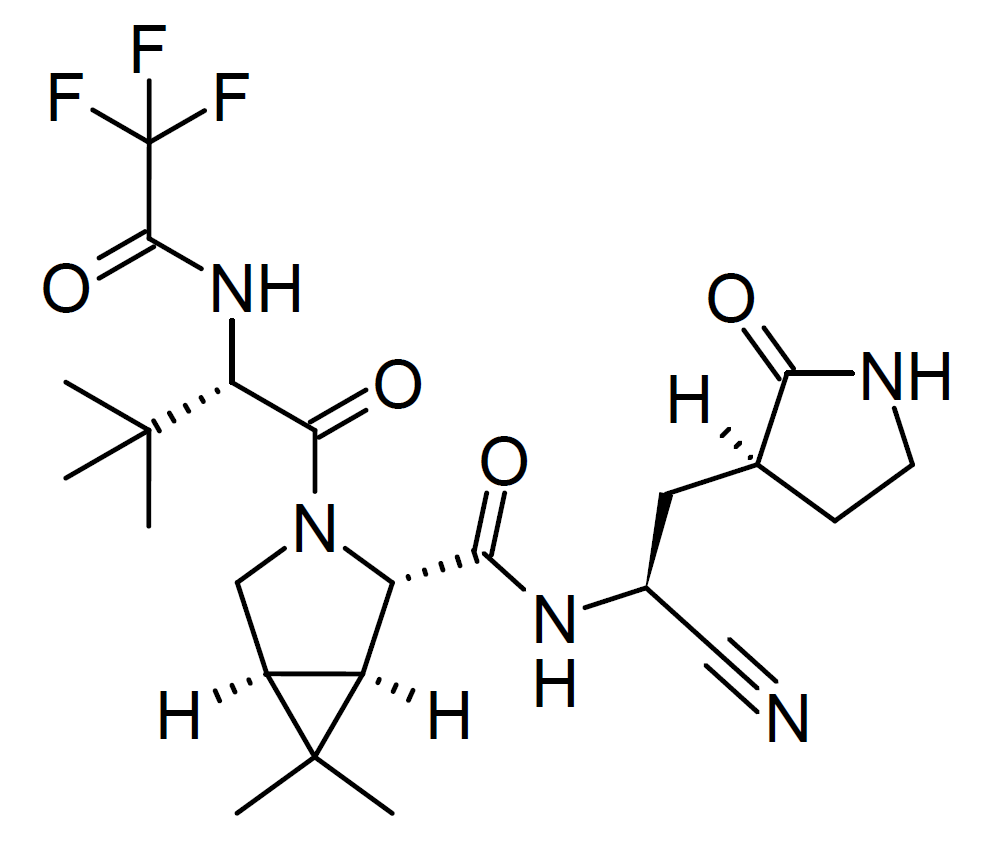
ファイザー社のSARS-CoV-2 3CL^{pro}阻害剤PF-07321332の化学構造

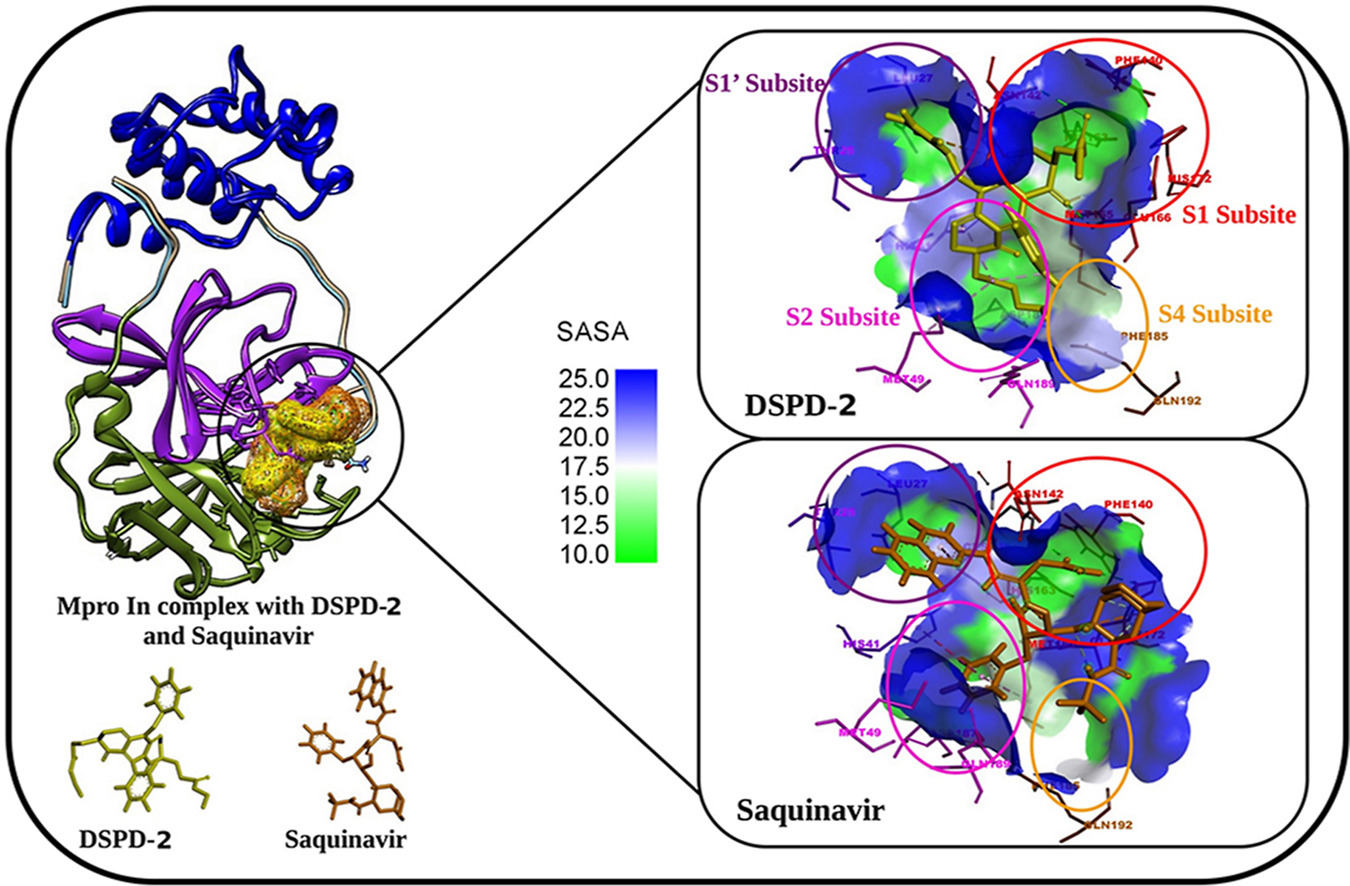
DSPD-2およびサキナビルとの複合体を形成したM^{pro}の概念図

プロテアーゼ3CLproは、ウイルスRNAから翻訳されたポリタンパク質をプロセシングするのに不可欠な役割を果たしているため、コロナウイルス感染症の潜在的な創薬ターゲットである。リガンド非結合SARS-CoV-2プロテアーゼ3CLproと、α-ケトアミド阻害剤との複合体のX線構造は、SARS-CoV-2感染症の治療のためのα-ケトアミド阻害剤の設計の基礎となる。3CLproおよび相同3Cproに対して開発されているプロテアーゼ阻害剤には、CLpro-1、GC376、ルピントリビル（rupintrivir）、PF-07304814、PF-07321332、化学物質11a（chemical 11a）、化学物質11b（chemical 11b）がある。2020年9月、静脈内投与のプロドラッグ PF-07304814 が臨床試験に入り、2021年2月、経口投与のフォローアップ薬PF-07321332が被験者の募集を開始した。長期分子動力学シミュレーション（1.50 µs）の研究では、ウーロンホモビスフラバンA（茶の生理活性物質）が、これまでに提案されていた再開発の抗HIV薬よりも強力なSARS-CoV-2のMpro阻害剤として報告された。報告では、堅牢な計算戦略によって、研究室内で合成されたアクリジンジオンアナログDSPD-2およびDSPD-6は、抗ウイルス剤（サキナビル、saquinavir）よりも有利なMM-PBSA相互作用エネルギーを示し、Mproの結合ポケット内の奥深くに収まったと述べている。これらのアクリジンジオンアナログは、許容できるADMET値と低毒性プロファイルを持っている。SARS-CoV-2 Mproの結合部位への分子の結合能は、結合ポケットのS1サブサイトの残基とより効率的に相互作用するように分子を標的化することで高めることができる。

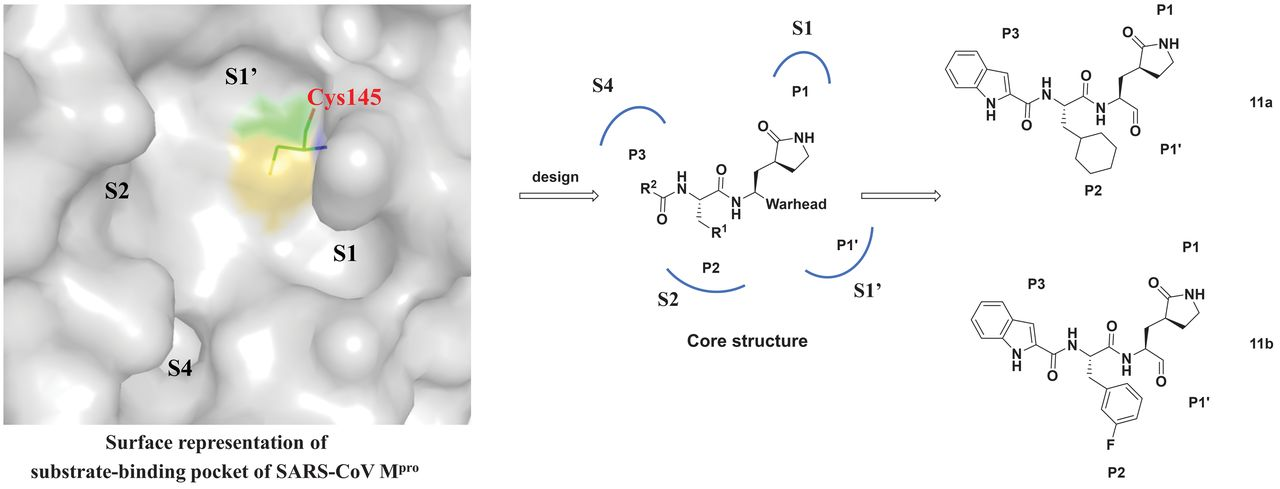
SARS-CoV-2の3CLpro阻害剤の設計戦略と、化学構造11aおよび11b。
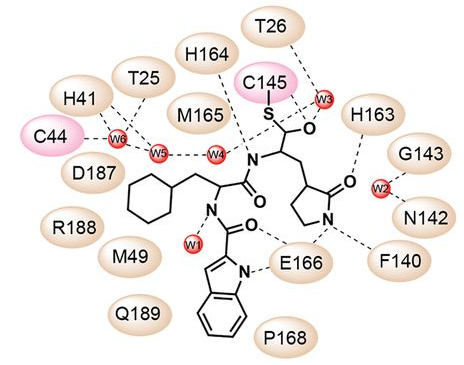
3CLpro阻害剤と化学物質11a
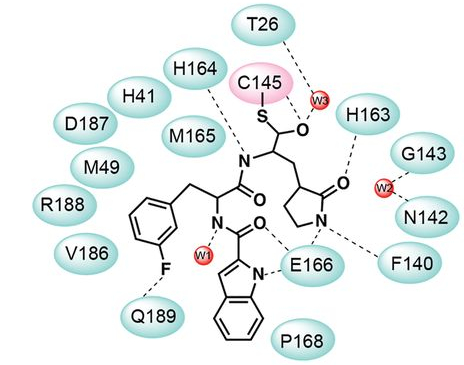
3CLpro阻害剤と化学物質11b

## 他の3C(様)プロテアーゼ
3C様プロテアーゼ（3C(L)pro）は、(+)ssRNAウイルスに広く見られる。これらはすべて、キモトリプシン様フォールド（PAクラン）を持つシステインプロテアーゼで、触媒二残基または触媒三残基を使用する。これらは、基質特異性と阻害剤効果について、いくつかの一般的な類似点がある。これらは配列類似性によってサブファミリーに分けられ、それらが見られるウイルスのファミリーに対応づけられる。
- コロナウイルスは、3CLproを持っている。
- ピコルナウイルス科は、ピコルナウイルス3Cpro（英語版）（EC 3.4.22.28; InterPro: IPR000199; MEROPS C03）を持っている。これは、もっとも早く研究されたファミリーである。ポリオウイルスやライノウイルスに見られるものがその例である（どちらもエンテロウイルス属のメンバー）。
- カリシウイルス科は、3CLpro（InterPro: IPR001665; MEROPS C37）を持っている。例としては、ノーウォークウイルスに見られるものがある。

その他のメンバーは、ポティウイルス科および非コロナウイルス科のニドウイルス目から知られている。

## 参照項目
- 3CLpro-1（英語版）- 3C様プロテアーゼ阻害剤として作用するルピントリビルに関する抗ウイルス薬
- カルモフール - 抗悪性腫瘍薬として用いられるピリミジン系アナログ
- エブセレン（英語版）- 抗炎症作用、抗酸化作用、細胞保護作用を持つ有機セレン系の合成薬剤分子
- GC376（英語版）- ヒトおよび動物の治療用に開発中の広域スペクトル抗ウイルス薬
- ルピントリビル（英語版）- 3Cおよび3C様プロテアーゼ阻害剤として作用するペプチド模倣型の抗ウイルス薬
- テアフラビンジガレート（英語版）- 紅茶に含まれる抗酸化作用のある天然フェノールであるテアフラビン誘導体

## 推薦文献
- Chuck CP, Chow HF, Wan DC, Wong KB (2 November 2011). “Profiling of substrate specificities of 3C-like proteases from group 1, 2a, 2b, and 3 coronaviruses”. PLOS ONE 6 (11):  e27228. Bibcode: 2011PLoSO...627228C. doi:10.1371/journal.pone.0027228. PMC 3206940. PMID 22073294.